# Lupton (Michigan)
Lupton – jednostka osadnicza w Stanach Zjednoczonych, w stanie Michigan, w hrabstwie Ogemaw.